# الإعلام في اليمن
تخضع وسائل الإعلام في اليمن لتأثير وزارة الإعلام وتخضع للوائحها التنظيمية وكانت تملك محطة التلفزيون والراديو الوحيدة في اليمن إلى أن ظهرت قنوات أخرى في العشر سنوات الماضية مثل قناة سهيل وقناة السعيدة وغيرها وكلها مختلفة التوجهات. توجد 89 صحيفة في اليمن تسع منها حكومية وحوالي 30 ممثلة لأحزاب و 50 مستقلة تقول الحكومة اليمنية أنها لا تراقب محتويات الإنترنت ولكن أظهرت عدة تقارير عن حجب الحكومة لمواقع سياسية ودينية تحت ذريعة الحفاظ على الوحدة أو الحرب على الإرهاب مستغلة قانونا يعطيها الحق بحجب المواقع الإباحية وحرية الصحافة في اليمن كانت إلى أحداث ثورة الشباب أفضل من نظيرتها العربية وخاصة في الجزيرة العربية (باستثناء الكويت) مع ظهور الحركات الاحتجاجية رصدت المنظمات الحقوقية عمليات اعتقال لصحفيين وتصل إلى اعتداءات جسدية وبعض الاعتقالات تكون بتوجيه من الولايات المتحدة كما هي قضية الصحفي عبد الإله شائع الذي سجن بسبب تقريره عام 2009 عن قصف الطائرات الأمريكية لأبين وتفنيده لمزاعم حكومة علي عبد الله صالح أنها من نفذ الهجوم وهو ما أكدته منظمة الشفافية الدولية ووثائق ويكيليكس أصبح الإعلام اليمني مضطربا في السنوات الأخيرة بسبب تأزم الوضع وعدم الاستقرار السياسي الذي تعيشه اليمن خاصة بعد أحداث الانفصال عام 1994 وأحداث صعدة عام 2004.

## نبذة تاريخية
كانت عدن سباقة في التلفزيون حيث تأسست أول قناة تلفزيونية في عدن في 11 سبتمبر 1964 م حيث اعتبرت واحدة من أوائل القنوات التلفزيونية في المنطقة
يعود تاريخ الإذاعة في اليمن إلى مرحلة ما قبل الوحدة بين شطريه وخصوصا إبان الحكم الإمامي في شماله والاحتلال البريطاني في جنوبه.
مع قيام الوحدة اليمنية عام 1990 تم افتتاح إذاعة الحديدة، إعادة هيكلة إذاعة المكلا مرة أخرى. ثم افتتحت إذاعة حجة عام 2004 م وبعد نزاع صعدة، تم افتتاح إذاعة صعدة، إذاعة إب عام 2007م.

### الصحافة
أصدر العثمانيون في العام 1872 م في صنعاء أول صحيفة مطبوعة ظهرت على شكل نشرة وهي (يمن) التي أصدرها الوالي العثماني مختار باشا باللغة التركية في أربع صفحات.
صدرت صحيفة صنعاء في العام 1878 م بناءً على توجيهات السلطان عبد الحميد الثاني وكانت تصدر باللغة التركية وتعتبر أول صحيفة تصدر في شبه الجزيرة العربية بصفة أسبوعية حتى عام 1882 م حيث أُصدرت باللغة العربية واللغة التركية في أربع صفحات مناصفة.
- وفي 28 سبتمبر 1962 م بعد قيام ثورة 26 سبتمبر بيومين صدرت صحيفة (الثورة) في مدينة تعز بإشراف القيادة العسكرية في المدينة كصوت معبر عن الوضع الثوري الجديد ثم توالى بعد ذلك صدور الصحف والمجلات المختلفة.

في جنوب اليمن: صدرت أول صحيفة في عدن في العام 1900 م تحت مسمى (جريدة عدن الأسبوعية)، وبحلول الأربعينيات بلغ العدد 78 مطبوعة كان من أبرزها صحيفة (فتاة الجزيرة) و (صوت اليمن) والتي تعد أولى الصحف الحزبية الصادرة في اليمن وذلك في العام 1946م.

### الإذاعة
- كانت بداية اليمن مع الإذاعة في صنعاء في العام 1946 م عندما تلقى الجيش اليمني هدية من الجيش الأمريكي عبارة عن محطة لاسلكية حملتها بعثة عسكرية إلى اليمن والتي حُوِلت إلى محطة إذاعية لاسلكية للمملكة المتوكلية في اليمن حيث اقتصر إرسالها على يوم واحد في الأسبوع (الجمعة) وبواقع 1.15 ساعة فقط، وفي العام 1948 م عندما قامت حركة الأحرار بالانتفاضة على الحكم الإمامي فإن الوضع لم يتغير كثيراً واٌستخدمت الإذاعة كصوت للحركة وبعد فشل الحركة عاد الوضع كما كان عليه سابقاً
- وكان للإذاعة دور كبير إبان قيام ثورة 26 سبتمبر في 1962 م حيث استيقظت اليمن على صوت إعلان قيام الثورة وبداية عهد جمهوري والإعلان عن قيام الجمهورية العربية اليمنية وإعلان أهدافها الستة.

أنشئت القوات البريطانية إذاعة عدن في العام 1954 م والتي كانت تهدف من خلالها إلى تقديم المبررات التي تدافع عن التواجد الاستعماري وإبقائه أطول فترة ممكنة، من أجل هذا عمدت الإدارة البريطانية إلى ربط الإذاعة بها لتبقي تحت إشرافها وخاضعة لإدارة مكتب العلاقات العامة والنشر التابع للمندوب السامي البريطاني ومرتبطة بهيئة الإذاعة البريطانية (BBC) ورغم ذلك فقد عمل جيل الأوائل في الإذاعة في عدم تطويع وظائفها لخدمة رغبات الإدارة البريطانية وعملت على تنويع مصادر الأخبار بالاعتماد على رصد محرريها للعديد من المحطات الإذاعية العربية والعالمية وتوسعت أيضاً في بث الأخبار المحلية بالاعتماد على التغطية الميدانية للمراسلين.

### التلفزيون
- عرفت اليمن البث التلفزيوني لأول مرة عام 1964 م عندما أنشئ الاحتلال البريطاني في عدن محطة للبث التلفزيوني وبدأ إرسالها في 11 سبتمبر من نفس العام، وانتقلت إلى البث الملون في8 مارس1981 م وكان إرساله يمتد إلى ثمان ساعات يومياً
- أما في الشمال الوطن فلم يعرف البث التلفزيوني سوى في عام 1975 م عندما تم افتتاح محطة في صنعاء في24 سبتمبر 1975 م والتي توسع بثها تدريجياً ليغطي إرساله جميع مساحات أراضي الجمهورية تقريباً ويمتد إلى سبع عشرة ساعة يومياً.
- وبعد إعلان قيام الجمهورية اليمنية عام 1990 م سميت محطة صنعاء القناة الأولى فيما سميت محطة عدن القناة الثانية، وبدأ البث الفضائي لبرامج تلفزيون الجمهورية اليمنية في20 ديسمبر 1995 م عبر القمر الصناعي الأمريكي (أنتلسات702) وانتقل البث اعتباراً من15 ديسمبر 1996 م إلى القمر (عربسات A2) واعتباراً من 6 مارس 2003 م انتقل البث الفضائي اليمني إلى القمر الصناعي (عربساتA2).
- كما تم إطلاق القناة الثانية (يمانية) من مدينة عدن وقناة سبأ كقناتين فضائيتين وبدأ البث الفضائي لهما في مارس /2008 م، وتقوم الوزارة بتجهيز قناتين فضائيتين الأولى في مجال الأخبار والثانية في مجال علوم الدين.

## حرية الإعلام
داهمت حكومة صنعاء التغطية الإعلامية المستقلة والجنوبية الحزبية لأحداث الجنوب.
في 1 مايو و2 مايو صادر مسؤولون أمنيون نسخ صحيفة الأيام بسبب تغطيتها لأحداث الحراك، أقدم وأكثر صحف اليمن المستقلة انتشاراً. وفي 4 مايو فتح مسلحون مجهولون النار على مقر الصحيفة فتوقفت عن النشر.
وفي 4 مايو 2009 أوقفت وزارة الإعلام نشر ثماني صحف يومية وأسبوعية مستقلة، جراء تغطيتها لأحداث الجنوب. وهي صحف الأيام والمصدر والوطني والديار والمستقلة والنداء والشارع و الأهالي. وطبقاً لمحامين يمنيين كان هذا إجراء غير مسبوق وغير قانوني. ثم سُمح للصحف الأسبوعية بمعاودة النشر في أواخر يونيو.
وفي 11 مايو 2009، أنشأت الحكومة محكمة جديدة لمحاكمة الصحفيين. وبحلول يوليو بدأت المحكمة تنظر في بعض القضايا. وتوجد نيابة منفصلة لقضايا الصحافة والمطبوعات، وفي الماضي أحالت تلك النيابة الصحفيين والمشتغلين بالإعلام إلى المحكمة جراء انتهاكات مزعومة لقانون العقوبات وقانون الصحافة والمطبوعات.
وفي 12 مايو حاصرت قوات الأمن مقرصحيفة الأيام واشتبكت في تبادل لإطلاق النار استمر لمدة ساعة مع حراس الصحيفة، مما أودى بحياة أحد المارة وإلحاق إصابات خطيرة بآخر.
كما حاول المسؤولون منع تغطية محطات التلفزة الفضائية الأجنبية للأحداث. وفي مناسبتين على الأقل، في مايو ويوليو 2009، منعت قوات الأمن مراسلو قناة الجزيرة من مغادرة فندقهم لمنعهم من تصوير الاحتجاجات في مدن الجنوب. وفي يونيو، هاجم مسلحون مجهولون مراسل الجزيرة في عدن، فضل مبارك، وفي يوليو تلقى مدير مكتب الجزيرة في اليمن، مراد هاشم، تهديدات بالقتل من مجهول عبر الهاتف.
واعتقلت السلطات اليمنية مدونين شهيرين، هما صلاح السقلدي وفؤاد راشد، واعتقلت الشرطة السرية السعودية (المباحث) مدونين يمنيين من جدة، على خلفية مواقعهم التي تعرض أخباراً عن الحراك الجنوبي، وسلمت سراً علي شايف إلى اليمن في مايو أو يونيو 2009، وما زال حتى أواسط نوفمبر 2009 محتجزاً في مقر الأمن السياسي اليمني.
كما لم ينل الأكاديميون حرية التعبير عن آرائهم. فاعتقلت قوات الأمن الأستاذ الجامعي حسين عاقل، بعد كتابته في الصحافة وإلقاء محاضرة عن الظلم الاقتصادي الذي يعاني منه الجنوب. وعاقل هو أستاذ الجغرافيا الاقتصادية في جامعة عدن.

## وكالة الأنباء
وكالة الأنباء الرسمية في اليمن هي " وكالة الأنباء اليمنية سبأ "

## الصحف والمجلات
أصدرت أول صحيفة الجزيرة العربية عام 1878 في صنعاء وكانت تكتب باللغة العربية والتركية مناصفة توجد 89 صحيفة في اليمن تسع منها حكومية وحوالي 30 ممثلة لأحزاب و 50 مستقلة
تخضع المنشورات في اليمن لتأثير وزارة الإعلام وتخضع للوائحها التنظيمية وتملك محطة التلفزيون والراديو الوحيدة في اليمن إلى أن ظهرت قنوات أخرى في العشر سنوات الماضية مثل قناة سهيل التي يملكها حميد الأحمر واضطرت للبث من خارج اليمن نتيجة طبيعتها المعارضة لتوجهات السلطة السياسية الحاكمة. وقناة السعيدة وغيرها والتي تبث من خارج اليمن وكلها مختلفة التوجهات. تقول الحكومة اليمنية إنها لا تراقب محتويات الإنترنت ولكن أظهرت عدة تقارير عن حجب الحكومة لمواقع سياسية ودينية تحت ذريعة الحفاظ على الوحدة أو الحرب على الإرهاب مستغلة قانونا يعطيها الحق بحجب المواقع الإباحية وحرية الصحافة في اليمن كانت إلى أحداث ثورة الشباب أفضل من نظيرتها العربية وخاصة في الجزيرة العربية (باستثناء الكويت) مع ظهور الحركات الاحتجاجية رصدت المنظمات الحقوقية عمليات اعتقال لصحفيين وتصل إلى اعتداءات جسدية وبعض الاعتقالات تكون بتوجيه من الولايات المتحدة كما هي قضية الصحفي عبد الإله شايع الذي سجن بسبب تقريره عام 2009 عن قصف الطائرات الأمريكية لأبين وتفنيده لمزاعم حكومة علي عبد الله صالح أنها من نفذ الهجوم وهو ما أكدته منظمة الشفافية الدولية ووثائق ويكيليكس
| الصحيفة\المجلة            | النوع             | اللغة                 | المركز الرئيسي | الحالة       |
| ------------------------- | ----------------- | --------------------- | -------------- | ------------ |
| الأيام                    | مستقلة، يومية     | العربية               | عدن            | محجوب محليا* |
| الصحوة                    | إسلامية، أسبوعية  | عربية/إنكليزية        | عدن            | فاعلة        |
| الثورة                    | حكومية            | عربية                 | صنعاء          | فاعلة        |
| يمن أوبزيرفر              | مستقلة            | إنكليزية\عربية        | صنعاء          | فاعلة        |
| يمن بوست                  | مجلة مستقلة       | إنكليزية              | صنعاء          | فاعلة        |
| يمن تايمز                 | مستقلة أسبوعية    | إنكليزية              | صنعاء          | فاعلة        |
| المؤتمر                   | حكومية            | عربية/إنكليزية        | صنعاء          | فاعلة        |
| الثوري (الاشتراكي)        | أسبوعية، اجتماعية | عربية                 | عدن            | فاعلة        |
| 14 أكتوبر                 | حكومية            | إنكليزية/عربية        | عدن            | فاعلة        |
| 26 سبتمبر                 | حكومية            | عربية                 | صنعاء          | فاعلة        |
| مجلة تكنولوجيا الاتصالات  | حكومية            | عربية                 | صنعاء          | فاعلة        |
| وكالة الأنباء اليمنية سبأ | حكومية            | عربية/إنكليزية/فرنسية | صنعاء          | فاعلة        |
| رأي نيوز                  | حزبية             | عربية                 | صنعاء          | فاعلة        |
| اليوم الثامن              | مستقلة            | عربية                 | عدن            | فاعلة        |

- العلامة '*' تعني أن هذه الصحيفة أو المجلة أو موقعها قد تم إغلاقة محليا من قبل الحكومة، غالبا لأسباب سياسية في الوقت الراهن.

## الإذاعة والتلفزيون
تخضع وسائل الإعلام في اليمن لتأثير وزارة الإعلام وتخضع للوائحها التنظيمية وتملك محطة التلفزيون والراديو الوحيدة في اليمن  إلى أن ظهرت قنوات أخرى في العشر سنوات الماضية مثل قناة سهيل التي يملكها حميد الأحمر واضطرت للبث من خارج اليمن نتيجة طبيعتها المعارضة لتوجهات السلطة السياسية الحاكمة. وقناة السعيدة وغيرها والتي تبث من خارج اليمن وكلها مختلفة التوجهات. تقول الحكومة اليمنية أنها لا تراقب محتويات الإنترنت ولكن أظهرت عدة تقارير عن حجب الحكومة لمواقع سياسية ودينية تحت ذريعة الحفاظ على الوحدة أو الحرب على الإرهاب مستغلة قانونا يعطيها الحق بحجب المواقع الإباحية  وحرية الصحافة في اليمن كانت إلى أحداث ثورة الشباب أفضل من نظيرتها العربية وخاصة في الجزيرة العربية (باستثناء الكويت)  مع ظهور الحركات الاحتجاجية رصدت المنظمات الحقوقية عمليات اعتقال لصحفيين وتصل إلى اعتداءات جسدية  وبعض الاعتقالات تكون بتوجيه من الولايات المتحدة كما هي قضية الصحفي عبد الإله شائع الذي سجن بسبب تقريره عام 2009 عن قصف الطائرات الأمريكية لأبين وتفنيده لمزاعم حكومة علي عبد الله صالح أنها من نفذ الهجوم  وهو ما أكدته منظمة الشفافية الدولية ووثائق ويكيليكس 
يوجد في اليمن خمسة قنوات فضائية مملوكة لوزارة الإعلام هي الفضائية اليمنية وقناة يمانية وقناة سبأ الفضائية وقناة عدن وقناة الإيمان. وعشر قنوات خاص تبث من خارج البلاد رغم أن المادة (42) من الدستور اليمني تنص على احترام حرية الفكر والتعبير بالقول والكتابة القنوات الخاصة هي قناة الميدمه ومالكها احمد محمد مانع الميدمه قناة سهيل والسعيدة
```
وقناة المسيرة
 التابعة للحوثيين 
وقناة عدن لايف
 المهتمة بقضايا الحراك الجنوبي في عدن وقناة العقيق وقناة شباب اليمن وقناة الضياء والساحات وقناة اليمن اليوم 
وقناة آزال
[
15
]
 كلها قنوات معارضة باستثناء قناة اليمن اليوم المملوكة لأحمد علي صالح
[
15
]
```

## المؤسسة العامة اليمنية للإذاعة والتلفزيون
بعد قيام الوحدة اليمنية تم دمج كل من هيئة الإذاعة والتلفزيون التي كان مقرها في الجزء الجنوبي من اليمن مع المؤسسة العامة للإذاعة والتلفزيون في شماله ضمن مؤسسة جديدة أطلق عليها المؤسسة العامة اليمنية للإذاعة والتليفزيون وكانت أهدافها تتلخص في:
- توجيه الإعلام لحماية الوحدة، والحفاظ على مكتسباتها، المجسدة لأهداف الثورة اليمنية.
- سرعة الدمج المادي والبشري واستكمال بناء المؤسسة وفق هيكلها الجديد.
- تحقيق وحدة التكامل بين أجهزة البث والإرسال التليفزيوني.

### إذاعة
- إذاعة صنعاء
- إذاعة عدن
- إذاعة الحديدة
- إذاعة المكلا
- إذاعة سيئون
- إذاعة تعز
- إذاعة الشباب

### تلفزة
- الفضائية اليمنية (حكومي)
- قناة عدن (حكومي)
- تلفزيون حضرموت (حكومي)
- قناة سبأ الفضائية (حكومي)
- قناة الإيمان الفضائية (حكومي)
- قناة السعيدة (خاص)
- قناة سهيل (خاص)
- قناة حضرموت (خاص)
- قناة يمن شباب (خاص)
- قناة المسيرة (خاص)
- قناة الساحات (خاص)
- قناة المهرة (حكومي)
- قناة المهرية (خاص)
- قناة اليمن اليوم (خاص)

## الصحف الإلكترونية
هناك عدد من الصحف الإلكترونية بعضها مستقل والآخر تابع لأحزاب.